# Maryem Tollar
Maryem Tollar (Kairó, 1968–) egyiptomi származású Torontóban élő popénekes, aki elsősorban arab dalokat énekel. Saját Mernie!-nek nevezett zenekarával játszik.

## Életpályája
Kairóban született, de 1969-ben, 1 évesen Maryem a szüleivel a kanadai Halifaxba költözött. 4 évvel később apja Katarban és Szaúd-Arábiában kezdett dolgozni, így a család visszaköltözött a Közel-Keletre és amíg ő elvégezte a Kairói Amerikai Egyetemet, ottmaradtak. Ezekben az időkben Maryemnek mindig volt egy kis zenei ízelítője és minden iskolai előadásban énekelt. Szülei eredetileg ellenezték, hogy Maryem énekes legyen, de egyetem után Maryem mégis a vágyálmát kezdte követni. Először a Hot D.A.M. torontói arab zenekarral játszott együtt, majd a bátyja kompozícióit énekelte arabul. Később elment Szíriába és Egyiptomba továbbtanulni és kivívta a Kanadai Tanács elismerését. Felkéréseket fogadott el különböző együttesekkel való együttjátszásra, valamint reklám- és filmfelvételekre. Végül Maryem férjével, Ernie Tollarral közösen megalakította a "Mernie!" együttest. Az együttes tíz tagból áll, ő és férje szerzett minden zenét és az együttesben mindenki különböző kulturális háttérrel rendelkezik. Eddig egy CD-t készítettek Flowers of Forgiveness (A megbocsátás virágai) címmel.
2007-ben Liz Marshall rendező elkészítette a "Mawal Saba" arab sirató zenei videóját Maryem Tollar szereplésével.
A 2007-ben bemutatott Guru című bollywoodi filmben Maryem énekelte A. R. Rahman zenéje alapján a "Mayya Mayya" dalt. Szintén ő énekelte azt a dalváltozatot, amit a kanadai szituációs komédiában, a Little Mosque on the Prairie-ben használtak fel.